# M66 (galaxie)
Pour les articles homonymes, voir M66.

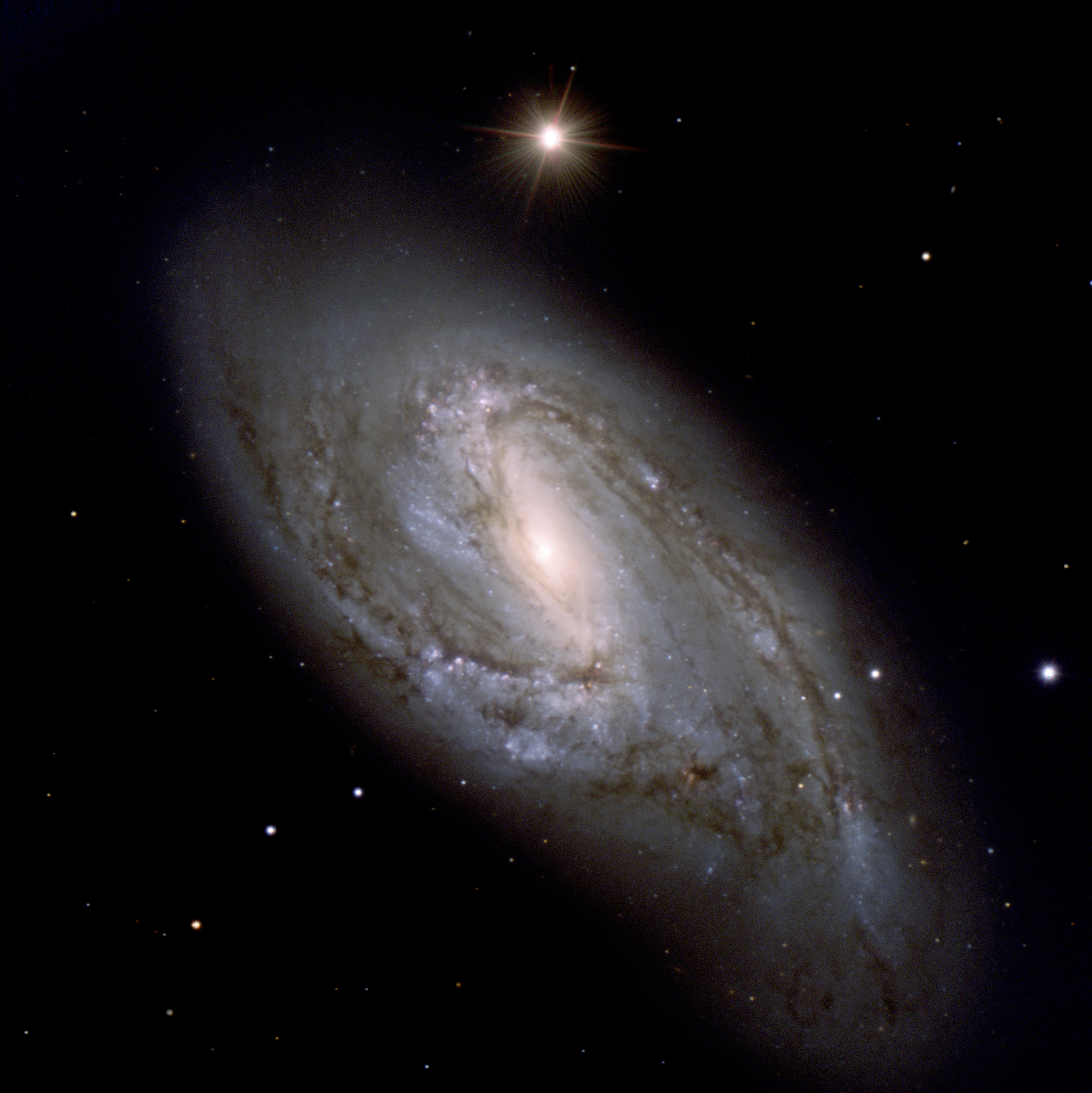
La galaxie spirale intermédiaire M66 par le VLT de l'ESO.

M66 (NGC 3627) est une galaxie spirale intermédiaire située dans la constellation du Lion. NGC 3627 a été découverte par l'astronome français Charles Messier en 1780.

## Caractéristiques
La classe de luminosité de M66 est II et elle présente une large raie HI. C'est aussi une galaxie LINER, c'est-à-dire une galaxie dont le noyau présente un spectre d'émission caractérisé par de larges raies d'atomes faiblement ionisés. De plus, c'est une galaxie active de type Seyfert 2.

### Distance
Sa vitesse par rapport au fond diffus cosmologique est de 1 070 ± 24 km/s, ce qui correspond à une distance de Hubble de 15,8 ± 1,2 Mpc (∼51,5 millions d'al).
À ce jour, 79 mesures non basées sur le décalage vers le rouge (redshift) donnent une distance de 9,620 ± 1,960 Mpc (∼31,4 millions d'al), ce qui est à l'extérieur des valeurs de la distance de Hubble. Mais comme M66 est une galaxie rapprochée du Groupe local et que sa vitesse propre peut être aussi grande ou même plus grande que celle due à l'expansion de l'Univers, ces mesures sont sans doute plus fiables que celles basées sur la loi de Hubble-Lemaître.
Deux caractéristiques ressortent des  mesures des distances des galaxies du groupe de NGC 3627 dont M66 fait partie, autant de celles obtenues du décalage (distance de Hubble) que des mesures indépendantes du décalage. Premièrement, les distances des deux galaxies retenues par Mahtessian (NGC 3596 et NGC 3666) sont nettement plus grandes que la moyenne des distances des quatre galaxies du groupe de Garcia, qui est de 16,2 ± 1,4 Mpc (∼52,8 millions d'al) ou de 10,2 ± 1,5 Mpc (∼33,3 millions d'al) pour les méthodes indépendantes du décalage. Deuxièmement, toutes les distances obtenues par des méthodes indépendantes sont inférieures aux distances de Hubble. Comme ces galaxies sont relativement rapprochées du Groupe local, leur vitesse propre est non négligeable par rapport à la vitesse produite par l'expansion de l'Univers. La vitesse propre de ces galaxies s'additionne à celle de l'expansion, augmentant ainsi leur décalage vers le rouge. Si au contraire, leur vitesse propre était dans la direction opposée, vers la Voie lactée, leur décalage serait diminué et la distance de Hubble serait alors inférieure à leur distance réelle.

### Morphologie
M66 (NGC 3627) a été utilisée par Gérard de Vaucouleurs comme une galaxie de type morphologique SAB(s)b dans son atlas des galaxies,.

### Luminosité dans l'infrarouge
La luminosité de la galaxie M66 (NGC 3627) dans l'infrarouge lointain (de 40 à 400 µm) est égale à 1,74 × 1010 {\displaystyle L_{\odot }} (1010,24{\displaystyle L_{\odot }}) et sa luminosité totale dans l'infrarouge (de 8 à 1 000 µm) est de 2,40 × 1010 {\displaystyle L_{\odot }} (1010,38{\displaystyle L_{\odot }}).

## Groupe de NGC 3627 (M66)

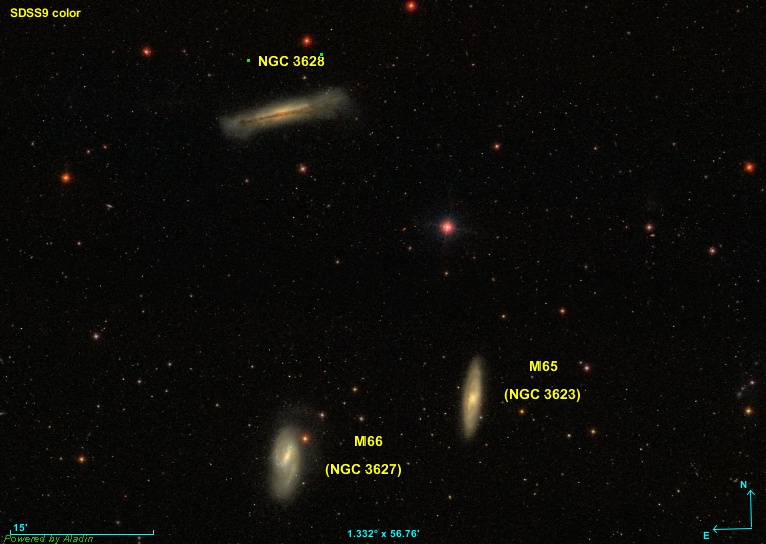
Le Triplet du Lion.

## Galerie

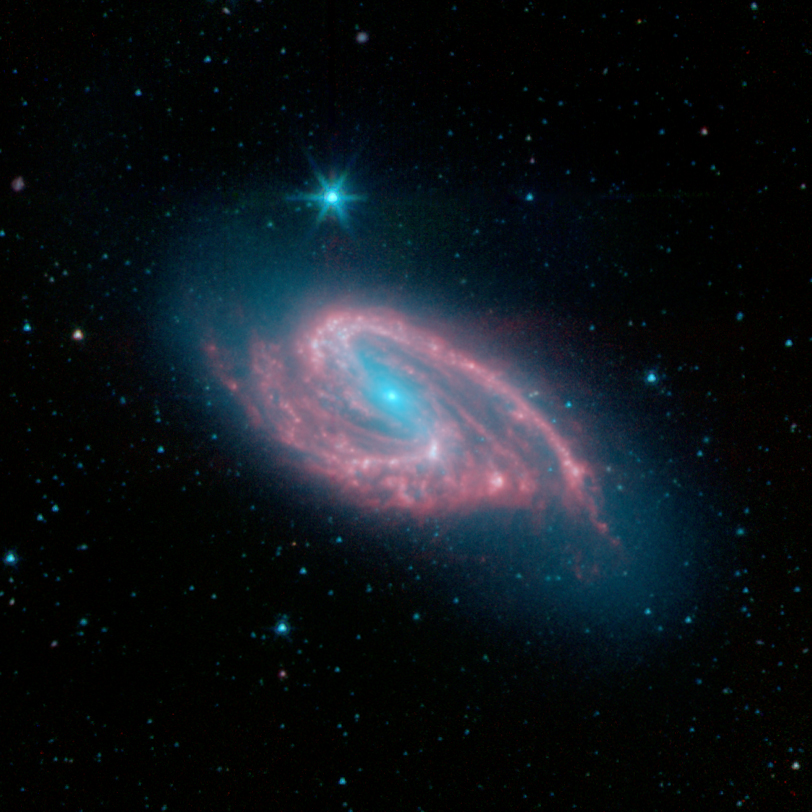
M66 dans le domaine de l'infrarouge par le télescope spatial Spitzer.
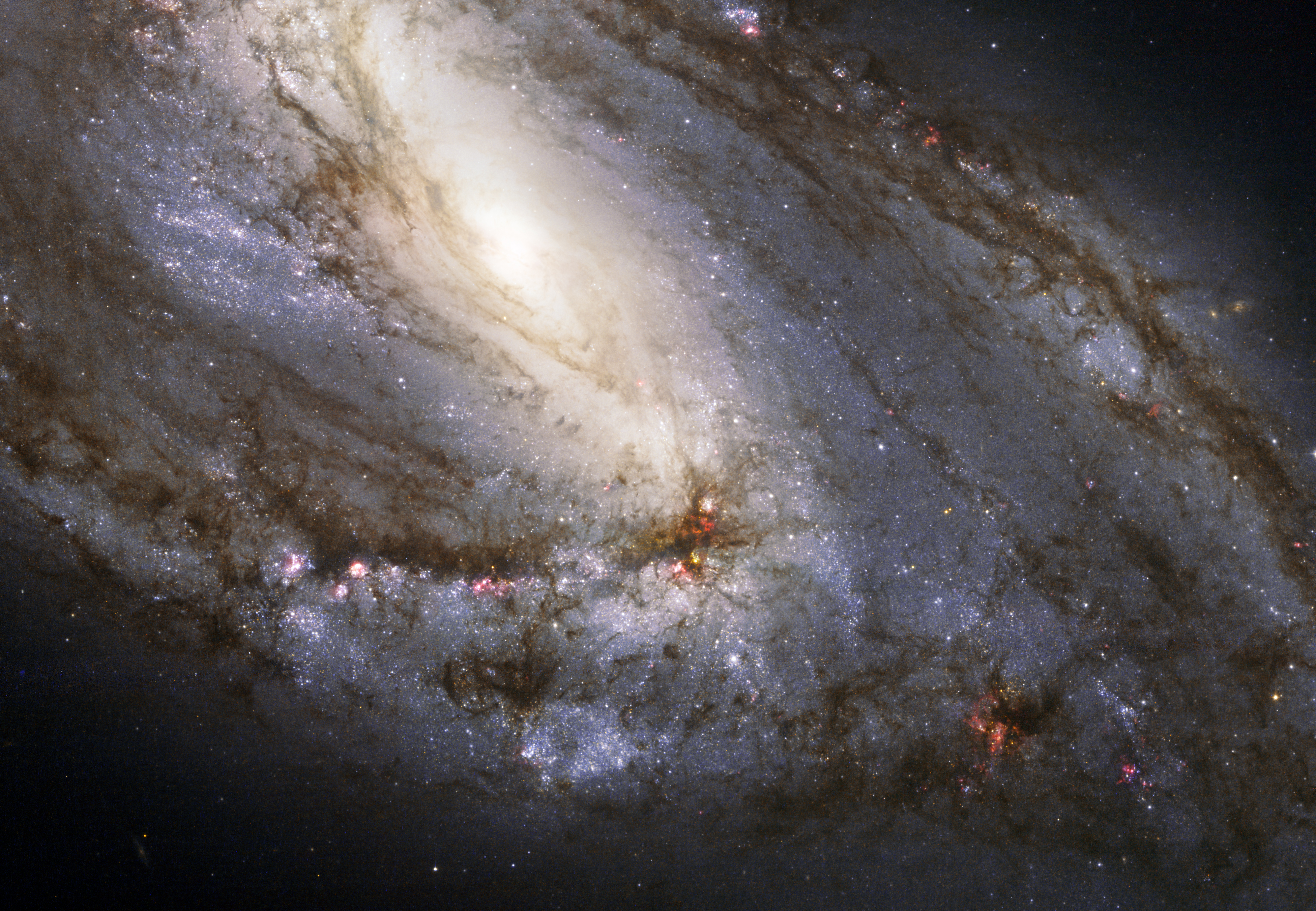
Gros plan de M66 par le télescope spatial Hubble.
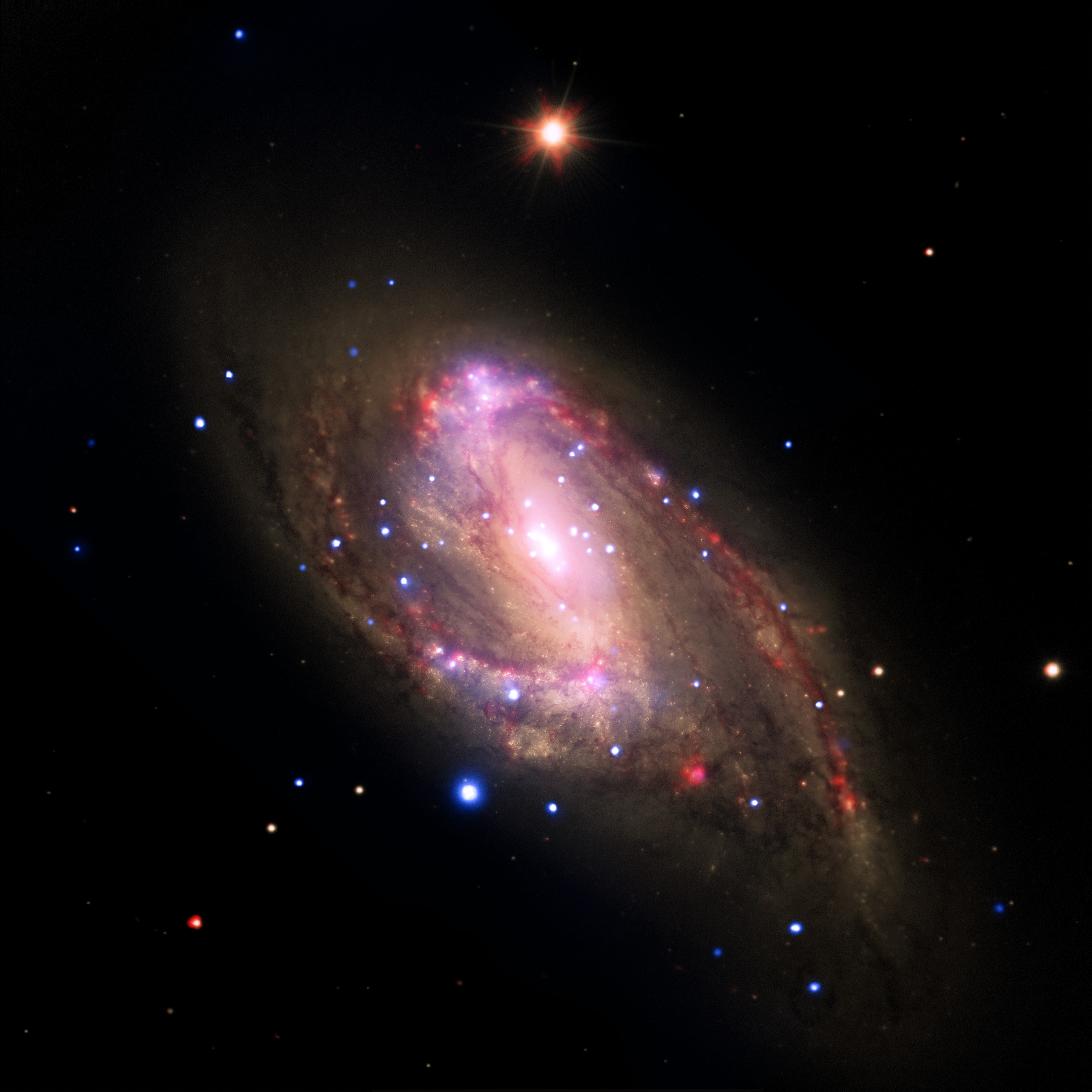
Cette image composite comprend des données de rayons X de l'Observatoire spatial Chandra (bleu), des données infrarouges du télescope spatial Spitzer (rouge) et des données optiques du télescope spatial Hubble et du très grand télescope (jaune).
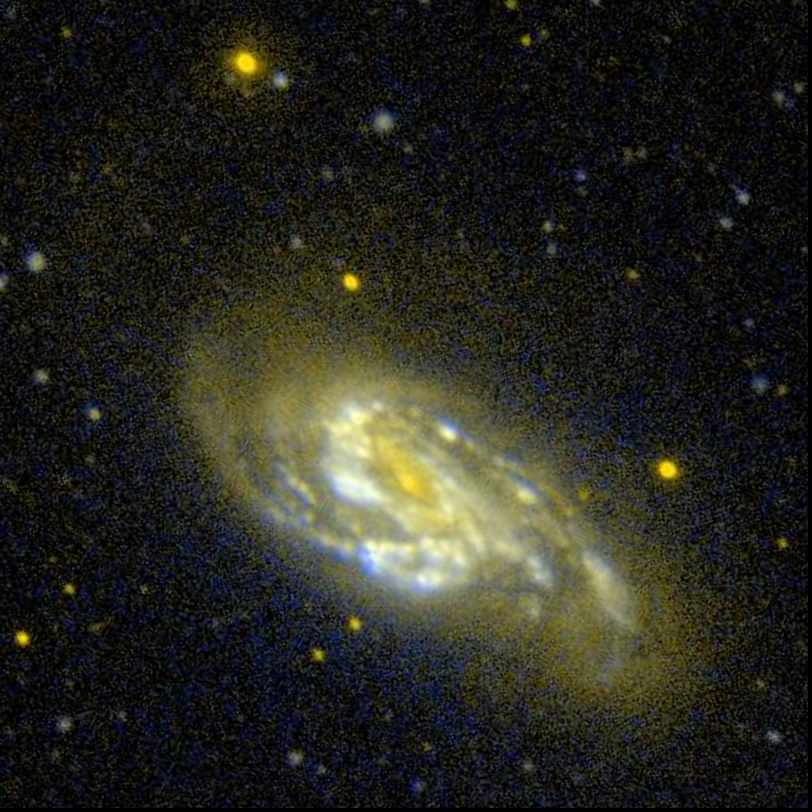
M66 dans l'ultraviolet par GALEX.